# Grésy-sur-Aix
Grésy-sur-Aix es una comuna francesa situada en el departamento de Saboya, de la región Auvernia-Ródano-Alpes.

## Demografía
| 1 324 | 1 328 | 1 517 | 1 934 | 2 374 | 2 828 | 3 280 | 3 737 | 4 512 |
| Para los censos de 1962 a 1999 la población legal corresponde a la población sin duplicidades (Fuente: INSEE [Consultar]) |       |       |       |       |       |       |       |       |